# St. Bonifatius (Hameln)

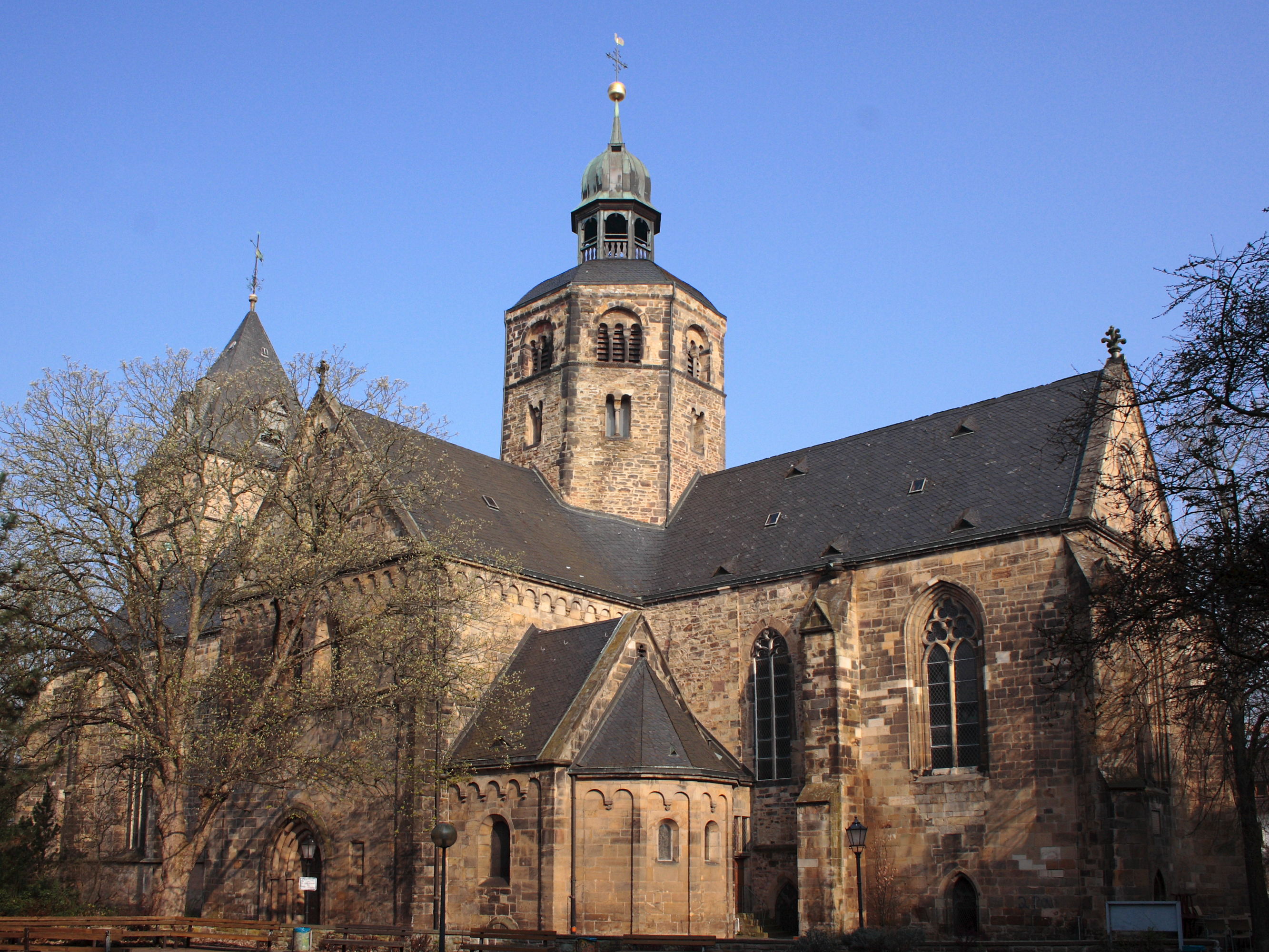
Münster St. Bonifatius von Südwesten

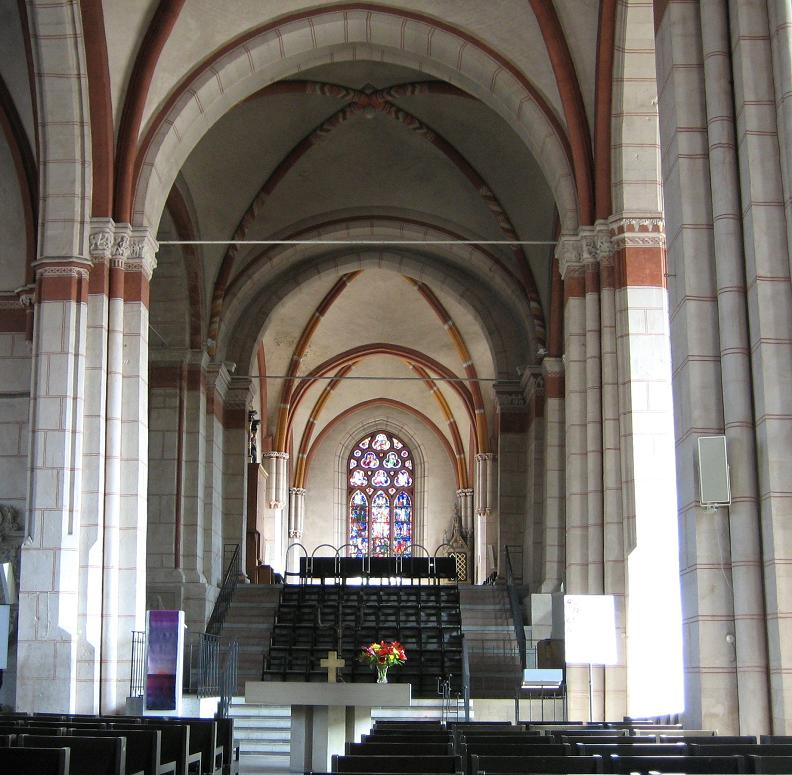
Inneres

Das Münster St. Bonifatius ist eine evangelisch-lutherische ehemalige Kloster- und Stiftskirche in Hameln. Sie liegt am Südwestrand der historischen Altstadt unweit der Weser. Die denkmalgeschützte Kirche ist ein Element des Stadtwappens von Hameln.

## Bau
Der heutige Bau zeigt deutlich die Spuren seiner wechselvollen Geschichte. Romanisch sind das nord-südliche Querhaus mit dem oktogonalen Vierungsturm sowie der querrechteckige Westturm, gotisch das zur Hallenkirche umgebaute dreischiffige Langhaus, der flach abschließende Chor und die Elisabeth-Kapelle am südlichen Querhausarm. Im Barock erhielt der Vierungsturm seine Laterne. Neuromanische Formen zeigen, vor allem auf der Nordseite der Kirche, aber auch an den Türmen, Bauteile, die auf die Erneuerung unter Conrad Wilhelm Hase 1870–75 zurückgehen. Die Innenausstattung stammt größtenteils aus dem späten 20. Jahrhundert.

## Geschichte

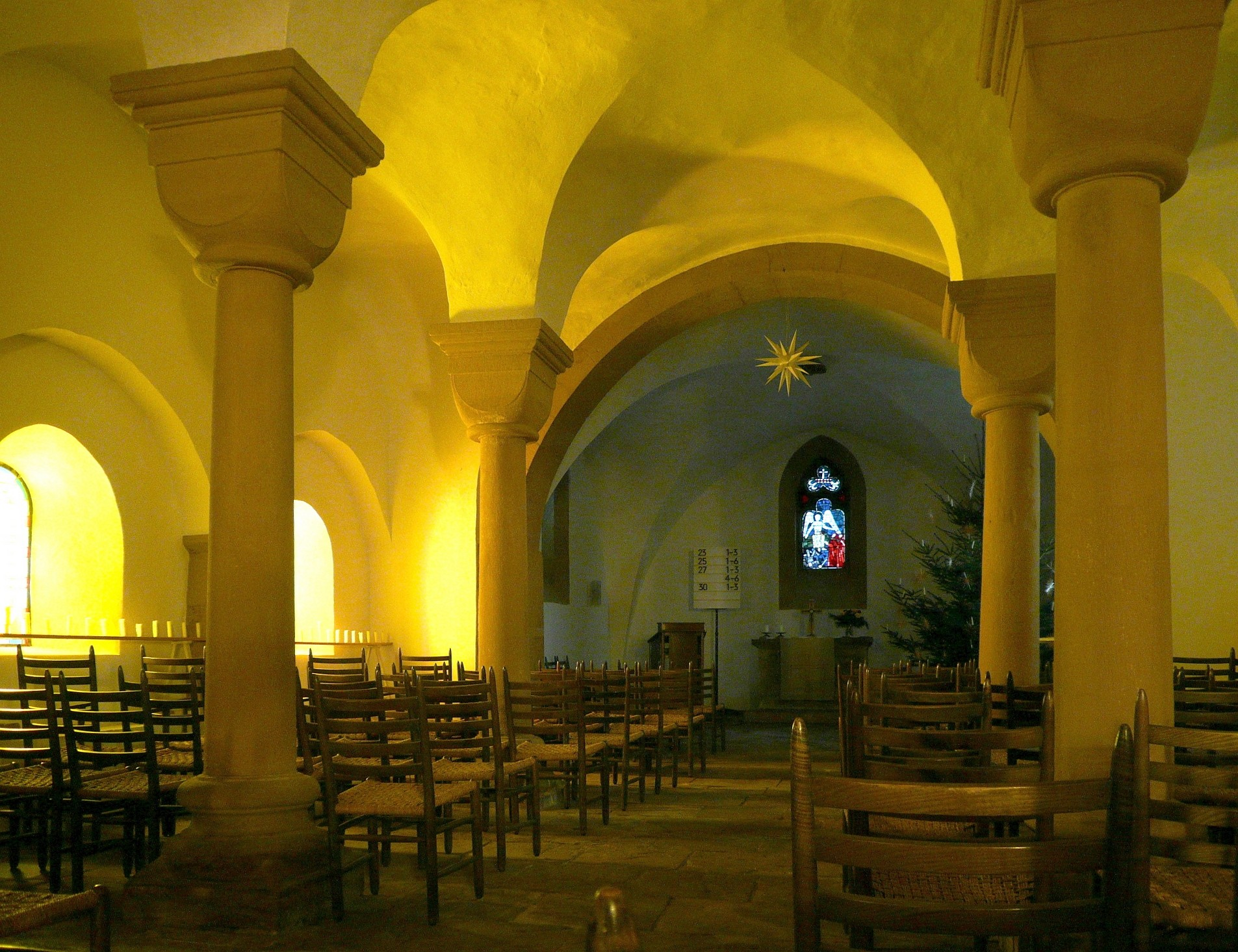
Krypta

Der älteste Teil, der bis in die Zeit der Gründung der Kirche zurückreicht, ist die Krypta. Sie markiert die Keimzelle des Münsters: eine Eigenkirche, die das sächsische Grafenpaar Bernhard und Christina von Engern und Ohsen bald nach 800 errichten ließ. Als beide im Jahr 826 ohne Nachkommen starben, fiel ihr Besitz an die benediktinische Reichsabtei Fulda, die hier ein Nebenkloster errichtete, das sie mit Reliquien ihres Gründers Bonifatius ausstattete. 851 kamen die Gebeine des hl. Romanus von Caesarea hinzu, so dass Stift und Kirche seither die Patrozinien beider Heiliger trugen, bis sich im 13. Jahrhundert der Name St. Bonifatius durchsetzte.
Wohl im 11. Jahrhundert wurde das Kloster in ein Kollegiatstift umgewandelt, in dessen Hoheitsbereich sich die Marktsiedlung Hameln entwickelte. Die romanische Kreuzbasilika entstand. 1259, nach Brand und Erneuerung der Münsterkirche, verkaufte Fulda seinen Hamelner Besitz an das Hochstift Minden. Im folgenden Jahrhundert wurden umfangreiche Umbauarbeiten an der Kirche durchgeführt, die zum heutigen gotischen Erscheinungsbild führten.
Die Reformation, die in der Marktkirche St. Nikolai 1540 geschah, vollzog sich im Stift erst 1578. Jetzt wurde die mittelalterliche Ausstattung größtenteils entfernt. Das Stift bestand jedoch als evangelische Körperschaft bis 1848 fort.
1760 musste der Kreuzgang einer Anlage der Festung Hameln weichen. Die Kirche begann zu verfallen und wurde schließlich als Gottesdienststätte aufgegeben. Im frühen 19. Jahrhundert diente sie als Stall und Speicher.
Vor allem durch den unermüdlichen Einsatz Franz G. F. Schlägers setzte sich schließlich der Wille zur Wiederherstellung des Münsters durch. 1875 konnte sie wieder eingeweiht werden. Hundert Jahre später wurde eine erneute Grundsanierung durchgeführt, bei der die neuromanische Ausstattung durch zeitgenössische Stücke ersetzt wurde.

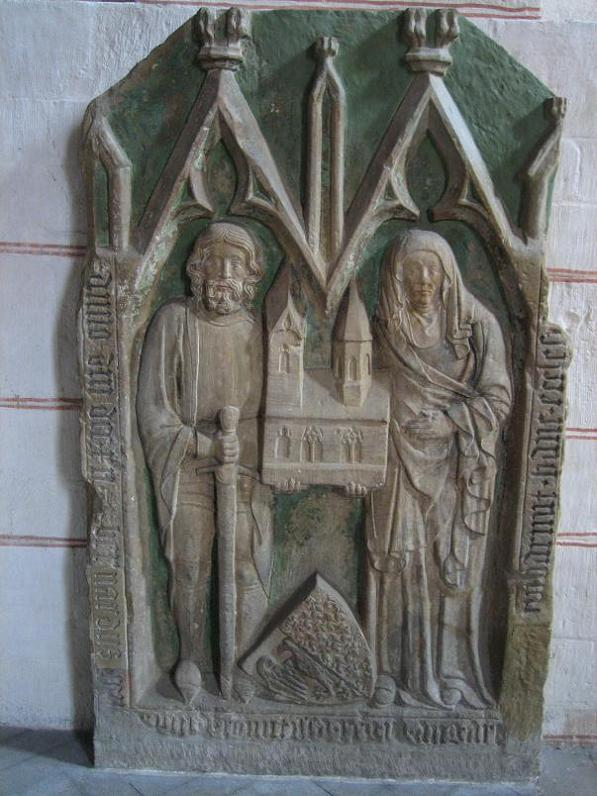
Stifterbild
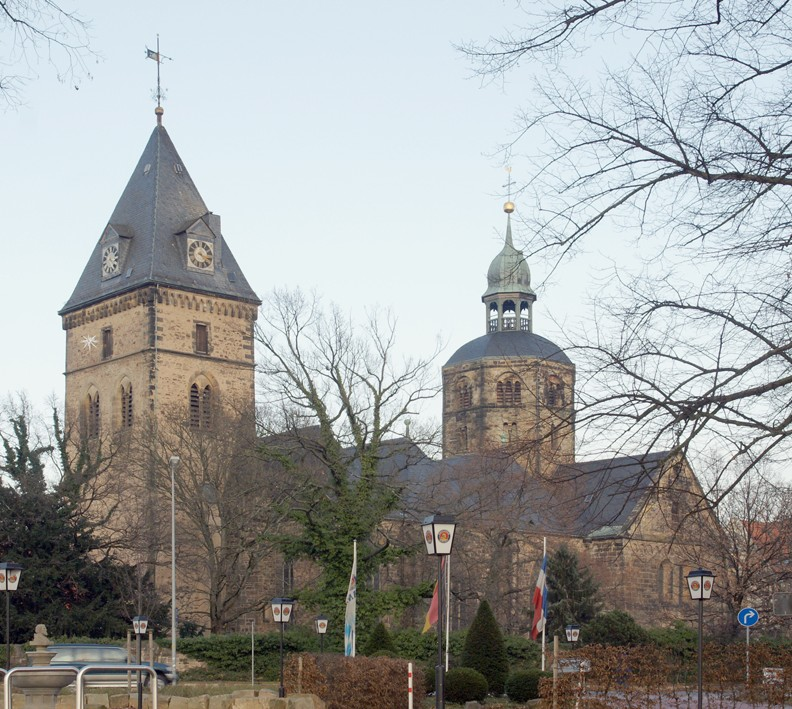
Südostansicht
Stadtwappen von Hameln mit Darstellung des Münsters

## Orgel
Die Orgel der Münsterkirche wurde 1980 durch die Orgelbaufirma Marcussen & Søn (Appenrade) erbaut. Das Instrument hat 28 Register auf Schleifladen. Die Trakturen sind mechanisch.
| I Rückpositiv C–g3 |                   |        |
| 1.                 | Rohrflöte         | 08′    |
| 2.                 | Prinzipal         | 04′    |
| 3.                 | Koppelflöte       | 04′    |
| 4.                 | Gemshorn          | 02′    |
| 5.                 | Sesquialtera II 0 | 02 ⁄3′ |
| 6.                 | Scharf III–IV     |        |
| 7.                 | Dulzian           | 08′    |
|                    | Tremulant         |        |

| II Hauptwerk C–g3 |              |        |
| 8.                | Quintadena 0 | 16′    |
| 9.                | Prinzipal    | 08′    |
| 10.               | Flöte        | 08′    |
| 11.               | Gambe        | 08′    |
| 12.               | Oktave       | 04′    |
| 13.               | Spitzquinte  | 02 ⁄3′ |
| 14.               | Oktave       | 02′    |
| 15.               | Mixtur VI    |        |
| 16.               | Trompete     | 08′    |

| III Schwellwerk C–g3 |            |        |
| 17.                  | Gedackt    | 08′    |
| 18.                  | Rohrflöte  | 04′    |
| 19.                  | Waldflöte  | 02′    |
| 20.                  | Quinte     | 01 ⁄3′ |
| 21.                  | Regal      | 08′    |
|                      | Tremulant0 |        |

| Pedal C–f1 |            |     |
| 22.        | Prinzipal  | 16′ |
| 23.        | Oktave     | 08′ |
| 24.        | Gemshorn 0 | 08′ |
| 25.        | Oktave     | 04′ |
| 26.        | Mixtur V   |     |
| 27.        | Posaune    | 16′ |
| 28.        | Trompete   | 08′ |

- Koppeln: I/II, III/II, I/P, II/P, III/P

## Glocken
Ab dem 18. Jahrhundert hingen im Westturm vier Bronzeglocken. Die größte Glocke wurde 1917 für Heereszwecke enteignet. Nach dem Ersten Weltkrieg wurden im Jahre 1921 im Turm drei Stahlglocken des Bochumer Vereins für Bergbau und Gussstahlfabrikation (Bochum) aufgehängt. Die drei verbliebenen Bronzeglocken sind nicht mehr Teil des Geläuts; zwei der Glocken dienen als Uhrschlagglocken und hängen außen an der Ostseite des Westturms; die älteste Glocke, die sog. Warmbiers-Glocke, befindet sich am Kryptaeingang.
| Nr. | Name                | Gussjahr | Gießer          | Durchmesser | Gewicht    | Nominal | Inschrift, Anmerkungen |
| --- | ------------------- | -------- | --------------- | ----------- | ---------- | ------- | --- |
| 1   |                     | 1921     | Bochumer Verein | 177 cm      | 4.500 kg   | h0      | Geg. v. Bochumer Verein i. Bochum 1920. Ihren im Weltkriege gefallenen Söhnen Fritz †1916 und Karl †1917 zum Gedächtnis [gestiftet von] Heinrich Meyer-Hermann und Frau Marie geb. Otto. Ihr Kommenden, seid einig, treu und glaubensstark!                                                        |
| 2   |                     | 1921     | Bochumer Verein | 140 cm      | 2.700 kg   | d1      | O Land, Land, höre des Herrn Wort (Jeremia 22,29) |
| 3   |                     | 1921     | Bochumer Verein | 133 cm      | 2.200 kg   | f1      | In schwerer Zeit gab ich Bronze für Stahl. |
|     |                     |          |                 |             |            |         | |
| I   | Bonifatius          | 1663     | Georg Denner    |             | ca. 600 kg | cis2    | Georg Denner me fecit anno 1663 in Hameln (Abbildung des Hl. Bonifatius) Viertelstundenschlags-Glocke |
| II  | Osanna Silberglocke | 1466     |                 | 71,5 cm     | 800 kg     | es2     | Osanna bin eck ghenannt anno Domini 1466 Stundenschlags-Glocke, auch „Silberglocke“ genannt |
| III | Warmbiers-Glocke    | 1451     | Hartmann        | 73,5 cm     | 400 kg     | c2      | anno domini 1451 15 die decembris Hartmannus me fecit. jesus christus Maria st. bonifacius Wurde nur bei öffentlichen Beerdigungen geläutet. Namensherkunft unbekannt. Vielleicht „Warmbier“ der Name des Gießers, oder aber darauf zurückgehend, dass nach Bestattungen Warmbier getrunken wurde. |

Seit dem Ende des Zweiten Weltkrieges läuten die Glocken des Münsters zwischen 21:50 und 22 Uhr, ursprünglich, um die von den Besatzungsmächten verhängte Sperrstunde anzukündigen. Nach dem Ende der Besatzungszeit wurde das Läuten beibehalten.